# قامات الزبد (رواية)
قامات الزبد هي رواية للكاتب الأردني إلياس فركوح ونشرت سنة 1987. وسجلت الرواية ضمن قائمة أفضل مائة رواية عربية. وتناقش الرواية الصراعات السياسية والطائفية والحروب الأهلية التي ضربت لبنان، بالتحديد بيروت.